# Покровка (Лысковский район)
Покро́вка — деревня в Лысковском районе Нижегородской области. Входит в состав Кисловского сельсовета.

## География
Деревня расположена на левом берегу реки Китмар, правого притока Волги, в 77 км к востоку от Нижнего Новгорода. Ближайшие населённые пункты — Саревка и Елевка.

## История
С конца 1920-х по конец 1950-х годов в деревне существовал колхоз «15 лет Октября».

## Население
Численность населения Покровки — 68 человек (2011).

## Инфраструктура
В деревне более 30 домов, расположенных вдоль единственной улице Октября; имеется мост через Китмар.